# جهانگشای نادری
جهانگشای نادری نوشتهٔ میرزا مهدی خان منشی استرآبادی — منشی و مورخ نادر شاه افشار — (درگذشت بین ۱۱۷۵ تا ۱۱۸۲ قمری) است. محتوای کتاب دربارهٔ تاریخ ایران در اوایل سده ۱۲ خورشیدی/اواسط سده ۱۲ قمری و زندگی نادر شاه و لشکرکشی‌های وی به مناطق مختلف است. این کتاب نثری فنی و مصنوع دارد و در آن از واژه‌های عربی بسیاری استفاده شده است. این کتاب مهم‌ترین اثر مربوط به تاریخ ایران در زمان نادر است و چون نویسنده از نزدیکان نادر بوده است و حوادث را به چشم خود دیده است، ارزش بسیار بالایی دارد.

## ویژگی‌های کتاب

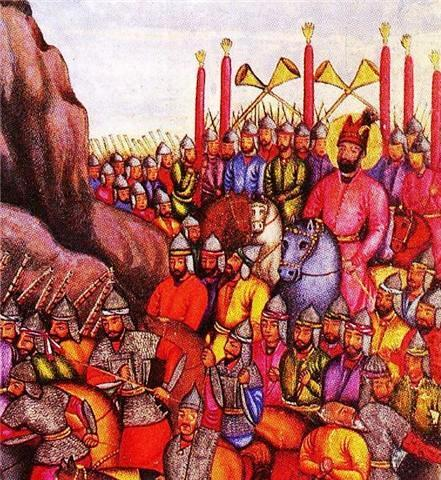
نادرشاه افشار فاتح شرق به همراه سپاهیان اش و سپه سالار لشکر کریم خان زند

نام این کتاب در متون تاریخی معاصر آن، تاریخ نادری ضبط شده و ظاهراً بعدها به جهانگشای نادری شهرت یافته است. البته در خود کتاب جهانگشای نادری (ص ۲۹) نام کتاب، «روزنامچه ظفر» ضبط شده است. کتاب، گزارش رویدادهای تاریخی ایران را از ۱۱۲۱ تا ۱۱۶۱ قمری (یک سال پس از مرگ نادر شاه) دربردارد. مؤلف در خاتمه کتاب، به وقایع پس از مرگ نادرشاه اشاره کرده است. همچنین نویسنده به تقلید از جوینی و بر شیوهٔ وصاف‌الحضره شیرازی از نثری متکلف و سنگین و فنی استفاده کرده است.
مطالب کتاب مختصر و به دور از اطناب کلام و حشو نگاشته شده است و از این جهت و هم از نظر متکلف بودن با نثر ساده -و در عین حال معمولاً پریشان- دورهٔ صفوی که کلام را به درازا می‌کشاند، تفاوت دارد.
این کتاب از این جهت که مصنف آن از نزدیکان نادر بوده است و بیشتر حوادث را به چشم خود دیده است، ارزش بالایی دارد. البته محتوای کتاب تاحدودی متملقانه نوشته شده است، به استثنای آخر کتاب که ماجرای قتل نادر و فرزندانش را شرح می‌دهد و بالطبع از خوشامدگویی به دور بوده است. برخی معتقدند که تاریخ جهانگشا، اثر مؤلفی درباری است که نگاه طبقه حاکم از وقایع آن دوران را ارائه می‌کند.
میرزا مهدی استرآبادی اثر دیگری به نام دره نادره دارد که چکیدهٔ همین کتاب، اما به نثری سنگین‌تر و متکلف‌تر است.

## تصحیح و انتشار کتاب
کتاب جهانگشای نادری توسط عبداللّه انوار در سال ۱۳۴۱ در انتشارات انجمن آثار ملی ایران چاپ شده است. همچنین نسخه‌ای از این کتاب به تاریخ ۱۱۷۹ قمری/۱۱۴۴ خورشیدی وجود دارد که چند نگارهٔ زیبا و پرارزش دارد. این نسخه متعلق به عبدالعلی ادیب برومند بوده و به صورت افست در انتشارات سروش به سال ۱۳۷۰ به چاپ رسیده است.

## نمونه‌ای از کتاب
در بیان خاتمهٔ کار خاقان غفران‌مآب و کیفیت قتل او با اولاد و اعقاب
خدیو بی‌همال از بدو حال تا هنگامی که از سفر خوارزم برگشته عازم داغستان شدند در امر سلطنت و جهانداری یگانه و در راه و رسم معدلت و عاجزنوازی مردانه بودند. اهالی ایران نیز از خرد و بزرگ و تاجیک و ترک فدویانه نقد جان در راه او می‌باختند. بعد از آنکه داغستان مسیر کوکبهٔ خلافت‌مصیر شد، بنابر استیلای وساوس و توهمات چند، قرةالعین جهانداری و جهانبانی -رضاقلی میرزا- را که فرزند مهین و ولیعهد و ارشد اولاد بود از نظر انداخته، دیدهٔ جهان‌بین او را از بینایی عاطل ساختند. از غصه و غم فرزند ارجمند، تغییر در احوال ایشان راه یافته، آشفته‌مزاج گشتند. در خلال این حال، از مردم ایران که پروردهٔ حقوق این دولت بودند امور چند به ظهور آمد که بیشتر سبب تغییر عقیدت آن حضرت گشته، ورق حسن سلوک را برگردانیدند…